# (25872) 2000 MV1
(25872) 2000 MV1 est un astéroïde de la ceinture principale aréocroiseur découvert en 2000.

## Description
(25872) 2000 MV1 a été découvert le 25 juin 2000 à l'observatoire Magdalena Ridge, situé dans le comté de Socorro, au Nouveau-Mexique (États-Unis), par le projet Lincoln Near-Earth Asteroid Research (LINEAR).

### Caractéristiques orbitales
L'orbite de cet astéroïde est caractérisée par un demi-grand axe de 2,11 UA, un périhélie de 1,36 UA, une excentricité de 0,36 et une inclinaison de 5,12° par rapport à l'écliptique. Du fait de ces caractéristiques, à savoir un demi-grand axe inférieur à 3,2 UA et un périhélie compris entre 1,3 et 1,666 UA, il croise l'orbite de Mars et est classé, selon la JPL Small-Body Database, comme astéroïde aréocroiseur (aréo venant de Arès).

### Caractéristiques physiques
(25872) 2000 MV1 a une magnitude absolue (H) de 17,9 et un albédo estimé à 0,231.